# Фортес, Мейер
Мейер Фортес (англ. Meyer Fortes; 25 апреля 1906 — 27 января 1983) — антрополог южноафриканского происхождения, наиболее известный своими работами среди талленси и ашанти в Гане.
Первоначально обучавшийся психологии, Фортес использовал понятие «личность» в своем структурно-функциональном анализе родства, семьи и поклонения предкам, установив стандарт для исследований социальной организации Африки. Его знаменитая книга «Эдип и Иов в религии Западной Африки» (Oedipus and Job in West African Religion, 1959) объединила два его интереса и установила стандарт сравнительной этнологии. Он также много писал по вопросам перворожденных, царствования и прорицания.

## Биография
Из семьи выходцев из Российской империи, эмигрировавших в Южную Африку. В ЮАР в 1926 году закончил Кейптаунский университет, после чего обучался в Лондонской школе экономики, где занимался психологией и получил антропологическую подготовку у Чарльза Габриэля Селигмана. Фортес также обучался с Брониславом Малиновским и Рэймондом Фёрсом. Наряду с современниками А. Р. Рэдклифф-Брауном, сэром Эдмундом Личом, Одри Ричардс и Люси Мэйр, Фортес придерживался сильных функционалистских взглядов, которые настаивали на эмпирических данных для проведения анализа общества. В своей написанной совместно с Э. Э. Эванс-Притчардом книге «Африканские политические системы» (African Political Systems, 1940) он установил принципы сегментации и сбалансированной оппозиции, которые должны были стать отличительными чертами африканской политической антропологии. Несмотря на его работу во франкоязычной Западной Африке, работа Фортеса о политических системах оказала влияние на других британских антропологов, особенно на Макса Глакмана, и сыграла роль в формировании того, что стало известно как Манчестерская школа социальной антропологии, в которой особое внимание уделялось проблемам работы в колониальной Центральной Африке.
Фортес провел большую часть своей карьеры в качестве лектора в Кембриджском университете и был там профессором социальной антропологии в 1950—1973 годах. Случайная встреча с ним Джеймса Вудберна подтолкнула того заняться антропологией (Вудберн также станет его аспирантом).
В 1963 году Фортес прочитал первую лекцию Льюиса Генри Моргана в Университете Рочестера, которую многие считают самой важной ежегодной серией лекций в области антропологии.
Фортес был избран членом Американской академии искусств и наук в 1964 году, был президентом Королевского антропологического института Великобритании и Ирландии в 1965—1967 годах и награждён высшей наградой института — мемориальной медалью Хаксли в 1977 году. Он также был избранным членом Американского философского общества.

## Свидетельство о Голодоморе
Мейер Фортес переписывался со своим близким другом Джерри Берманом, который в начале 1930-х годов работал в СССР инженером-строителем и документировал голод в своих частных письмах. В 2021 году внучка Фортеса передала эти письма в дар Национальному музею Голодомора-геноцида в Киеве.

## Избранная библиография
- 1940. African Political Systems (editor, with E. E. Evans-Pritchard). London and New York: International African Institute.
- 1945. The Dynamics of Clanship among the Tallensi.
- 1949. The Web of Kinship among the Tallensi.
- 1959. Oedipus and Job in West African Religion.
- 1969. Kinship and the Social Order.
- 1970. Time and Social Structure.
- 1970. Social Structure (editor).
- 1983. Rules and the Emergence of Society.